# Panama Jack
Panama Jack ist ein spanischer Hersteller von Schuhen, der seinen Sitz in Elche hat und dort auch seine Schuhe produziert. Neben der Hauptmarke Panama Jack, werden auch Schuhe unter dem Namen Havana Joe vertrieben. 2019 machte das Unternehmen einen Umsatz von 90 Millionen Euro. Bekannt ist die Marke besonders durch ihre Lederstiefel, wie zum Beispiel dem Panama 03.

## Geschichte
Antonio Vicente gründete 1982 in Elche die Firma Grupp International, 1989 die Firma Panama Jack. Um Herstellungskosten zu sparen, wurde 2005 ein Teil der Produktion nach China verlagert. Da die Qualität nicht zufrieden stellend war, wurde die Produktion zurück nach Spanien verlagert, wo die Schuhe bis heute hergestellt werden. 2018 wurden 53 % der Ware ins Ausland exportiert.
Antonio Vicente besitzt 75 % der Anteile von Grupp International S.A., 25 % gehören seiner Frau Maria Jose Martinez. Diese fungiert als Holding der Panama Jack S.A. und besitzt diese zu 100 %.  